# Bellevue (Pensilvânia)
Bellevue é um distrito localizado no estado norte-americano da Pensilvânia, no Condado de Allegheny.

## Demografia
Segundo o censo norte-americano de 2000, a sua população era de 8770 habitantes. 
Em 2006, foi estimada uma população de 8110, um decréscimo de 660 (-7.5%).

## Geografia
De acordo com o United States Census Bureau tem uma área de 2,9 km², dos quais 2,6 km² cobertos por terra e 0,3 km² cobertos por água.

## Localidades na vizinhança
O diagrama seguinte representa as localidades num raio de 4 km ao redor de Bellevue. 